# Paquete de ondas
En física, un paquete de ondas es una superposición lineal de ondas, que toman la forma de un pulso o paquete de ondas, que se desplaza de modo relativamente compacta en el espacio antes de dispersarse.

Representación de un paquete de ondas unidimensional: La parte real, parte imaginaria y la densidad de probabilidad de un paquete de ondas desplazándose hacia la derecha.

En mecánica cuántica los paquetes de onda tienen una importancia especial, porque representan partículas materiales localizadas viajando por el espacio. La ecuación de Schrödinger es la ecuación de movimiento que describe la evolución temporal de dichos paquetes. Así los paquetes considerados en mecánica cuántica son soluciones de la ecuación de Schrödinger, siendo la amplitud de onda de dichos paquetes diferentes de cero solo en la zona del espacio donde en cada instante es probable encontrar a la partícula.
Así, por ejemplo, el paquete de ondas de una partícula libre de masa {\displaystyle m} se representa como una superposición de partículas libres de energía y momento definido:

{\displaystyle \left.\right.\Psi (\mathbf {r} ,t)=\int A(\mathbf {k} )e^{i(\mathbf {k} \cdot \mathbf {r} -\omega (k)t)}d\mathbf {k} }

donde la integral se define sobre todo el espacio k, y donde {\displaystyle \omega } depende de {\displaystyle k} según la ecuación

{\displaystyle \omega ={\frac {\hbar k^{2}}{2m}}}

### Paquete gaussiano

Densidad de probabilidad en el espacio de posición de un estado inicialmente gaussiano que se mueve en una dimensión a un momento mínimo incierto y constante en el espacio libre.

En mecánica cuántica los paquestes de onda presentan dispersión. Eso significa que con el paso del tiempo las soluciones de la ecuación de Schrödinger (no dimensionalizada con 2Δx, m y ħ conjunto igual a uno) evolucionan incrementando la incertidumbre espacial. Así tomando un ejemplo unidimensional, la solución a la ecuación de Schrödinger que satisface la condición inicial {\textstyle \psi (x,0)={\sqrt[{4}]{2/\pi }}\exp \left({-x^{2}+ik_{0}x}\right)}, que representa un paquete de ondas localizado en el espacio en el origen, se ve como
{\displaystyle {\begin{aligned}\psi (x,t)&={\frac {\sqrt[{4}]{2/\pi }}{\sqrt {1+2it}}}e^{-{\frac {1}{4}}k_{0}^{2}}~e^{-{\frac {1}{1+2it}}\left(x-{\frac {ik_{0}}{2}}\right)^{2}}\\&={\frac {\sqrt[{4}]{2/\pi }}{\sqrt {1+2it}}}e^{-{\frac {1}{1+4t^{2}}}(x-k_{0}t)^{2}}~e^{i{\frac {1}{1+4t^{2}}}\left((k_{0}+2tx)x-{\frac {1}{2}}tk_{0}^{2}\right)}~.\end{aligned}}}
Una impresión del comportamiento dispersivo de este paquete de onda se obtiene observando la densidad de probabilidad:
{\displaystyle |\psi (x,t)|^{2}={\frac {\sqrt {2/\pi }}{\sqrt {1+4t^{2}}}}~e^{-{\frac {2(x-k_{0}t)^{2}}{1+4t^{2}}}}~.}
Es evidente que este paquete de onda dispersiva, mientras se mueve con constante velocidad de grupo  ko, se está deslocalizando rápidamente: tiene una varianza espacial que aumenta con el tiempo como {\displaystyle {\sqrt {1+4t^{2}}}\to 2t}, por lo que en algún momento se difunde a una región ilimitada del espacio. El momento  el perfil A (k) permanece invariante. La corriente de probabilidad es:
{\displaystyle j=\rho v={\frac {1}{2i}}(\psi ^{*}\nabla \psi -\psi \nabla \psi ^{*})=\rho \left(k_{0}+{\frac {4t(x-k_{0}t)}{1+4t^{2}}}\right).}